# 著作権に関する世界知的所有権機関条約
著作権に関する世界知的所有権機関条約（ちょさくけんにかんするせかいちてきしょゆうけんきかんじょうやく、英：World Intellectual Property Organization Copyright Treaty、略称：WIPO著作権条約またはWCT）は、世界知的所有権機関（WIPO）が管理する国際的な著作権の保護に関する条約である。
既存の文学的及び美術的著作物の保護に関するベルヌ条約（ベルヌ条約）や知的所有権の貿易関連の側面に関する協定（TRIPS協定）が十分に対応していなかった、インターネットやインタラクティブ送信等の情報通信技術の発達に対応すべく作成された。

## 概要
WIPOの提唱により、1996年12月に実演及びレコードに関する世界知的所有権機関条約（WPPT）と同時に作成され、2002年3月6日に発効した。日本は発効前の2000年6月6日にこの条約の加入書を寄託している。
この条約は第6章から第8章までで、ベルヌ条約などの既存の条約・協定が単独で保護できない可能性のある事項（著作権物の譲渡・貸与、インタラクティブ送信）について規定している。また、第11章においては技術的な保護手段について、第12章では著作物の保護情報を未許可で変更することを禁止する規定を含んでいる。このように、デジタルコンテンツの保護を重点においており、その他の部分はベルヌ条約を超えるものではない。

## 各国における対応
アメリカ合衆国は、1998年10月制定・施行のデジタルミレニアム著作権法 (DMCA) でWCTに対応した国内法を整備し、1997年9月14日に条約を批准して、条約発効時からの原締約国となっている。
ヨーロッパでは、ECが2000年3月16日の決定によって条約を承認。これに関連するEU指令（前身のEC指令を含む）として、1996年のデータベース指令（96/9/EC）でデータベースの著作権保護について、さらに2001年の情報社会指令（2001/29/EC）でデジタル的に保護された著作物の保護を解除する手段の禁止を定めたほか、1991年のコンピュータープログラムの法定保護に関する指令（91/250/EEC）を改正・強化する目的で、2009年にコンピュータプログラム指令（2009/24/EC）を成立させた。こうして域内での法整備を進め、2009年12月14日に条約を批准し、本条約は2010年3月14日にEUに対して効力を発生している。
特に根幹を成していると言えるのが情報社会指令である。2001年に発効し、2002年12月までに加盟各国は国内法化によって当指令を導入する義務を負っていたが、この期限に間に合ったのはギリシャとデンマークの2か国のみである。特に遅れた8か国 (ベルギー、スペイン、フランス、ルクセンブルク、オランダ、ポルトガル、フィンランド、スウェーデン) に関しては、欧州委員会から欧州司法裁判所に不履行が通達された。
日本においては、1997年6月に著作権法を改正するとともに、デジタル的保護手段の回避については不正競争防止法で禁止事項を規定しており、2000年6月6日に本条約に加入して、条約発効時からの原締約国となっている。
WIPO著作権条約は、ベルヌ条約の規定を超えた著作権保護期間の延長を規定していない。本条約の作成後に、国内法により著作権保護期間の延長を行っている国もあるが、これは本条約の規定を満たすために行っているものではなく、独自に行っているものである。著作権保護期間の延長の例として、アメリカ合衆国においては、デジタルミレニアム著作権法と著作権延長法（いわゆるソニー・ボノ法）の両法をほぼ同時に成立させ、著作権期間の延長を行った。この際の採決は、マスコミに報道されないように発声採決で行われた。また、EUにおいてもほぼ同時期に同様の期間延長を行う欧州連合域内における著作権保護期間の調和に関する指令が成立している。